# Boddington (Northamptonshire)
Pour les articles homonymes, voir Boddington.
Boddington est une paroisse civile du Northamptonshire, en Angleterre.